# Пронтниця
Пронтниця (пол. Prątnica, нім. Pronikau) — село в Польщі, у гміні Любава Ілавського повіту Вармінсько-Мазурського воєводства.
Населення — 621 особа (2011).

## Демографія
Демографічна структура станом на 31 березня 2011 року:
|          | Загалом | Допрацездатний вік | Працездатний вік | Постпрацездатний вік |
| -------- | ------- | ------------------ | ---------------- | -------------------- |
| Чоловіки | 306     | 81                 | 199              | 26                   |
| Жінки    | 315     | 86                 | 170              | 59                   |
| Разом    | 621     | 167                | 369              | 85                   |